# Ушкарасу (Акмолинская область)
Ушкарасу (каз. Үшқарасу) — село в Жаркаинском районе Акмолинской области Казахстана, образует административно-территориальную единицу «Село Ушкарасу» со статусом сельского округа. 
- Код КАТО — 115475100[2].
- Код КАТО административной единицы — 115475000[3].

## География
Село расположено на берегу реки Ишим, в 60 км на север от центра района города Державинск.
Административно село граничит:
- на востоке с Жаксынским районом,
- на юге со селом Тасоткель,
- на западе и севере с Есильским районом.

### Улицы[4]
- ул. Абая,
- ул. Акпана Укубаева,
- ул. Амангельды Иманова,
- ул. Джамбула Джабаева,
- ул. Динмухаммеда Кунаева,
- ул. Женис,
- ул. Ибрая Алтынсарина,
- ул. Каныша Сатпаева,
- ул. Малика Габдулинна,
- ул. Мухтара Ауэзова,
- ул. Сакена Сейфулинна,
- ул. Тохтара Аубакирова,

### Ближайшие населённые пункты
- село Двуречное Есильского района в 4 км на западе,
- село Пятигорское в 18 км на юго-западе.

## Население
В 1989 году население села составляло 1060 человек (из них казахов 43%, русских 24%).
В 1999 году население села составляло 706 человек (340 мужчин и 366 женщин). По данным переписи 2009 года, в селе проживало 310 человек (160 мужчин и 150 женщин).
| Численность населения | Численность населения | Численность населения |
| 1989                  | 1999                  | 2009                  |
| --------------------- | --------------------- | --------------------- |
| 1060                  | ↘706                  | ↘310                  |